# O Pequeno Lord (telenovela)
O Pequeno Lord foi uma telenovela de autoria de Tatiana Belinky e dirigida por Antônio Abujamra, baseada no romance homônimo de Frances Hodgson Burnett. Foi exibida na TV Tupi de junho a julho de 1967.
É a segunda adaptação televisiva do mesmo romance feita por Belinky — a primeira foi em 1957, com menos capítulos e exibida duas vezes por semana. Em 2004 João Emanuel Carneiro baseou-se no mesmo romance para uma das tramas de sua novela Da Cor do Pecado 

## Sinopse
No reinado do Conde Dorincourt, pela lei, a sucessão ao trono cabe ao seu filho mais velho, fato este que preocupa o conde, pois o rapaz é um tipo irresponsável, viciado em jogo. Por outro lado, o filho mais novo preenche todos os requisitos para ser um bom governante.
A situação se complica quando o caçula da família se casa com uma americana, provocando a ira do pai, que odeia os americanos. Desta união, nasce um menino, mais tarde, legítimo herdeiro, pois com a morte de seus dois filhos, o conde é obrigado aceitá-lo como neto.
Conseguirá o pequeno lorde amansar o coração do intransigente avô?.

## Elenco
- Paulo Castelli - Cedric
- Elísio de Albuquerque - Conde Dorincourt
- Patrícia Mayo - Querida
- Serafim Gonzalez
- Edney Giovenazzi
- Ruthinéa de Moraes
- Liana Duval
- Vida Alves
- Ademir Rocha